# دي قراعة (جبلة)

تعديل مصدري - تعديل

دي قراعة محلة تابعة لقرية الدخلة، التابعة لعزلة الشهلي بمديرية جبلة إحدى مديريات محافظة إب في الجمهورية اليمنية، بلغ تعداد سكانها 24 حسب تعداد اليمن لعام 2004.